# أيزمان بايين (غيفان)
أیزمان بایین (بالفارسية: ایزمان پایین) هي قرية تقع في إيران في قسم غیفان الريفي. يقدر عدد سكانها بـ 409 نسمة بحسب إحصاء 2016.